# Lamposaari (ö i Norra Karelen, Joensuu, lat 62,77, long 28,72)
Lamposaari är en ö i Finland. Den ligger i sjön Rikkavesi och i kommunen Outokumpu i den ekonomiska regionen  Joensuu ekonomiska region  och landskapet Norra Karelen, i den centrala delen av landet, 300 km nordost om huvudstaden Helsingfors. Öns area är 6,7 hektar och dess största längd är 430 meter i öst-västlig riktning.